# Wolf Ernst Brohn

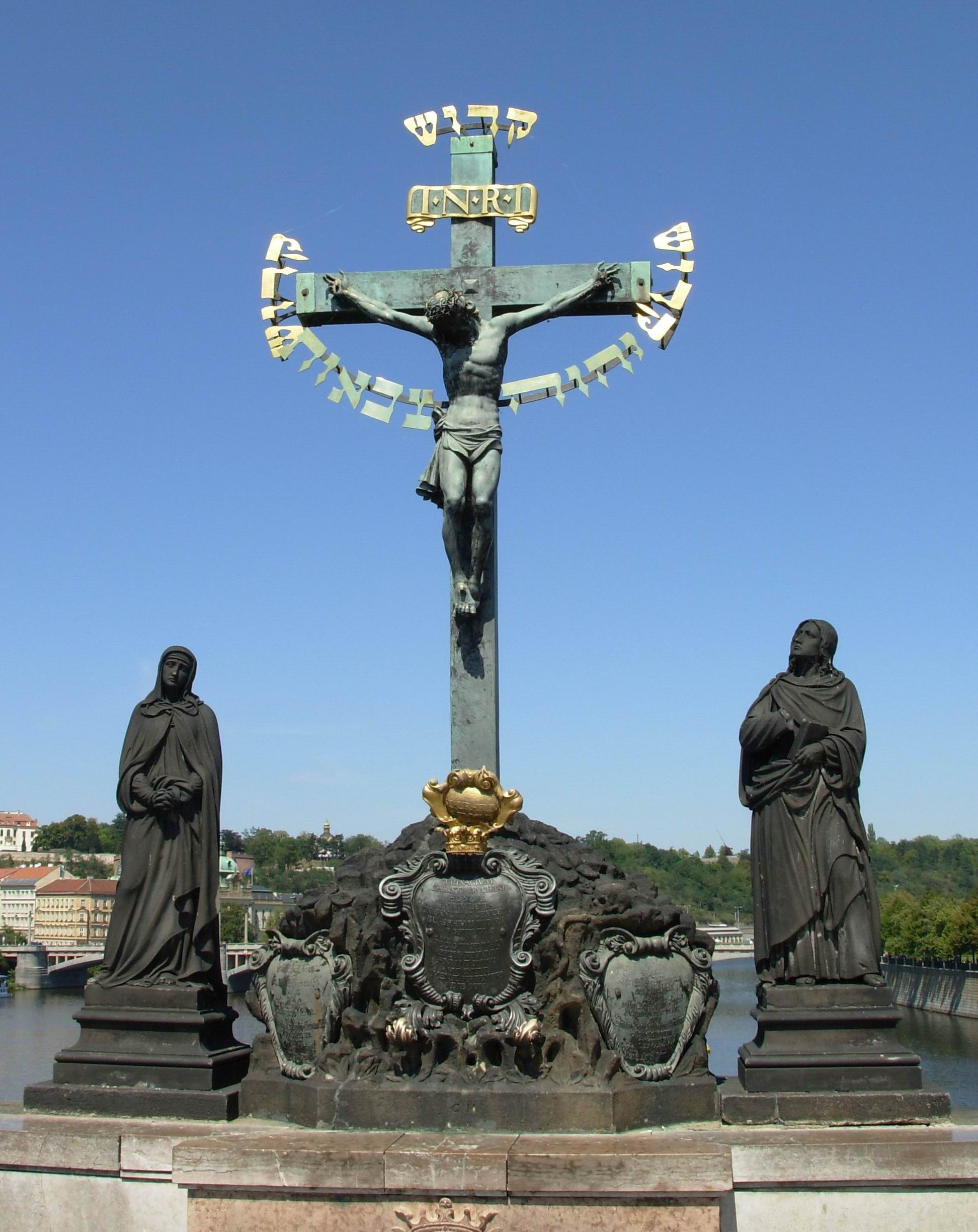
Brohns Frühwerk ist die modellierende Arbeit am Kruzifix auf der Prager Karlsbrücke

Wolf Ernst Brohn (* um 1600; † November 1664 in Dresden) war ein deutscher Bildhauer in frühbarocker Zeit. Mitte des 17. Jahrhunderts war er – noch vor der Herausbildung des Dresdner Barock – „der bedeutendste Meister seiner Kunstgattung in Dresden“.

## Leben
Brohn, der mütterlicherseits der Dresdner Bildhauerfamilie Walther entstammte, war ein Enkel des Bildhauers Melchior Jobst und Schüler von Sebastian Walther. Sein Vater war Wolf Friedrich Brohn, Rottmeister in der kurfürstlichen Unterguardia. Jener stieg zum Hauptmann und Kommandanten der Festung Königstein auf. Er wurde wegen Veruntreuung zum Tode verurteilt und 1610 hingerichtet.
Sebastian Walther könnte seinem Schüler und Großneffen Wolf Ernst Brohn eine Wanderschaft zu einem der in Deutschland tätigen Bronzegießer empfohlen haben. Aus Werkvergleichen schloss Walter Hentschel auf einen Einfluss des im Südtiroler Brixen tätigen Hans Reichle. Nach eigener Aussage war Brohn von Anfang an (seit 1617) an der zweiten Bauphase des Lusthauses auf der Jungfernbastei (erstes der vier Belvedere) beteiligt. Brohn soll 1646 die dortige Alabaster-Werkstatt in Aussicht gestellt worden sein, allerdings scheint es trotz guter Arbeitsergebnisse erst einmal nicht zu einer Übertragung auf ihn gekommen zu sein. Unbenommen zwischenmenschlicher Spannungen leitete der Maler Christian Schiebling unter Mithilfe von Wolf Ernst Brohn nach Sebastian Walthers Tod (1654) die Vollendung der Malereien des Lusthauses, das dem Hofbildhauer Walther bislang als Werkstatt diente. Des Weiteren bemühte sich Brohn um die Erhaltung des Bauwerks und Restaurierung der Ausstattung.

## Werk

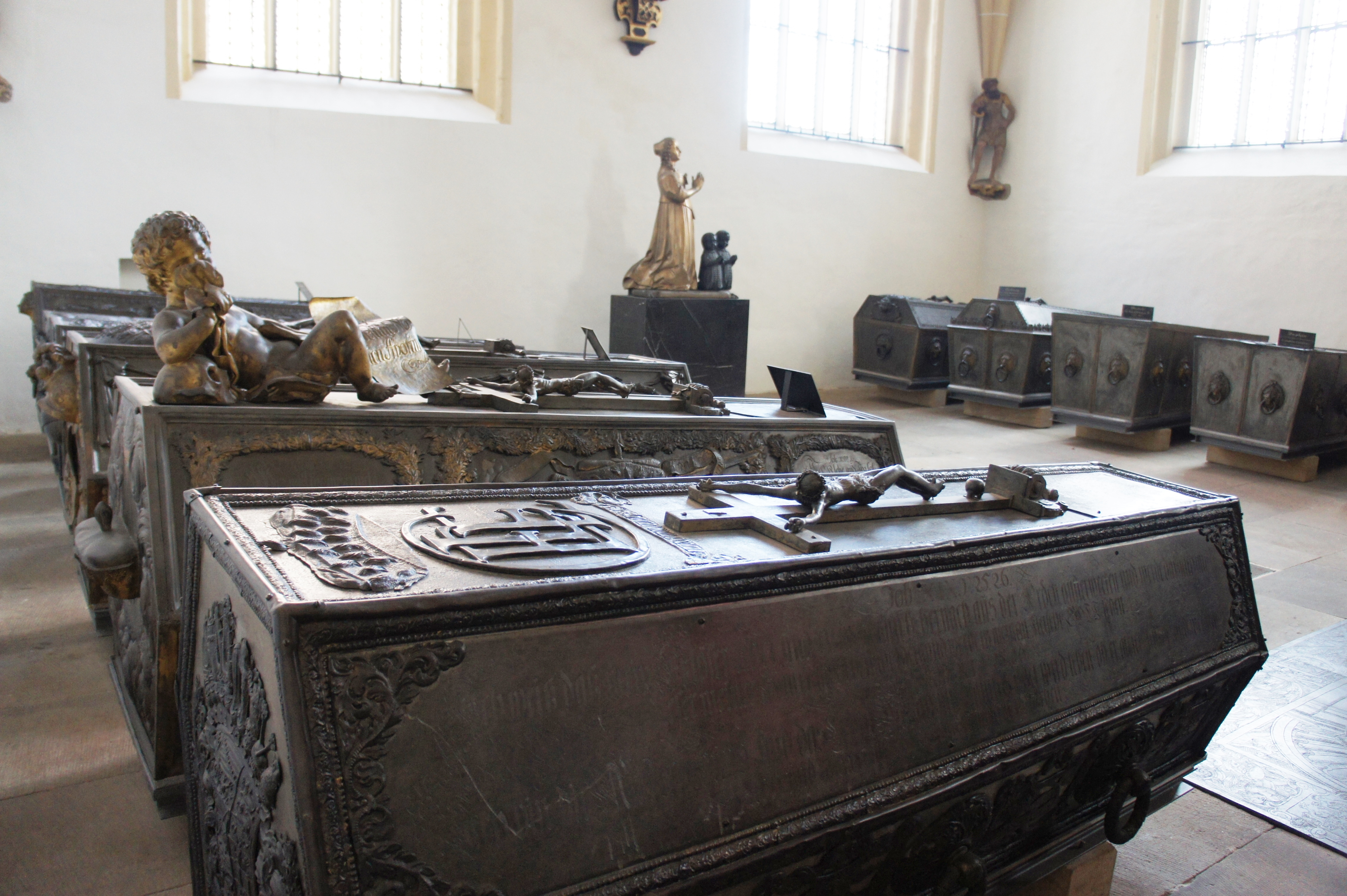
An der Gestaltung mehrerer Fürstensärge, die im Chorraum des Freiberger Doms stehen, war Brohn beteiligt. (2. von links in der rechten Reihe: Hedwig von Dänemark)

Von Brohn stammt die modellierende Vorarbeit zum Kruzifix, das Hans Hillger 1628 oder 1629 für die mittelalterliche Dresdner Elbbrücke goss. Weil es angeblich zu schwer und zu teuer war, wurde das Kruzifix dem Gießer nicht abgenommen. Seine Erben verkauften ihn 1657 nach Prag. Dort fand er Aufstellung auf der Karlsbrücke.

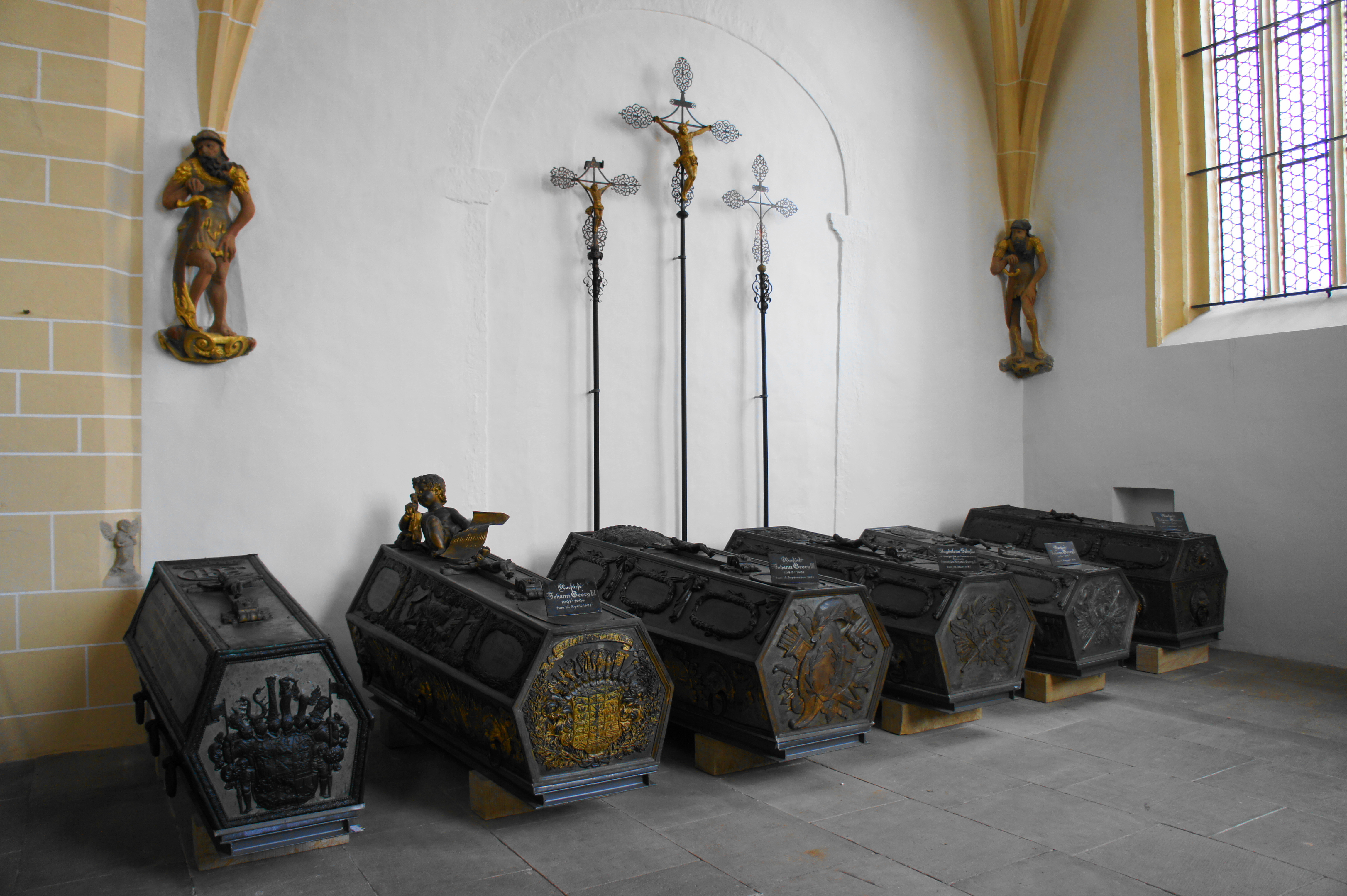
Särge des Kurfürsten Johann Georg I. († 1656; rechts außen) und seiner Gemahlin Magdalena Sibylle († 1659; 3. von rechts)

Der Tod Hedwigs von Dänemark im November 1641, Witwe des 1611 verstorbenen Kurfürsten Christian II., erforderte erstmals seit beinahe 20 Jahren wieder die Herstellung eines Sargs für ein Mitglied der sächsischen Herrscherfamilie. Der alte Typus, der zuletzt bei den Särgen der Herzogin Dorothea, Äbtissin zu Quedlinburg († 1617), und der Kurfürstin-Witwe Sophie († 1622) Anwendung fand, wurde dafür nicht mehr aufgegriffen. In den erhaltenen Rechnungen werden mehrere an den Arbeiten beteiligte Dresdner Handwerker genannt, es geht aus ihnen jedoch nicht hervor, wer diesen Sargtypus entwarf. Indizienbasierend schloss Walter Hentschel, dass Sebastian Walther den Entwurf anfertigte und sein früherer Schüler Wolf Ernst Brohn das kleine Kruzifix modellierte, zumal letzter „die Modelle zu den fast gleichartigen Kruzifixen der folgenden Särge geschaffen hat.“ Es handelt sich hierbei um die Särge des relativ kurz aufeinander verstorbenen Kurfürstenpaares Johann Georg I. und Magdalena Sibylle (1656 und 1659), bei denen die Zierelemente deutlich üppiger als zuvor waren. Alle genannten Särge stehen im Freiberger Dom, der als Bestattungsort der sächsischen Regenten diente, bis Kurfürst Friedrich August I. („der Starke“) zum Katholizismus übertrat.
Als Brohns Hauptwerk gilt das Epitaph der Herzogin Sophie Hedwig (1630–1652; 1650 ⚭ Prinz Moritz). Es befand sich an der Nordwand des Chors der Dresdner Sophienkirche mit von Andreas Herold nach Brohns Modellen gegossenen Bronzefiguren. Ihr Sarg weist deutliche Parallelen zu den 1656/1659 geschaffenen Särgen auf, sodass Brohn auch dafür verantwortlich zeichnete. Während des Zweiten Weltkriegs wurden die Bronzeteile 1943 in das Untergeschoss der Frauenkirche gebracht. Die bronzene Sophien-Figur kam 1975 in den Freiberger Dom, wohin 1950 bereits der Sarg der Herzogin mit anderen aus der Fürstengruft der Sophienkirche überführt worden war. Die in den 1950er Jahren aus Dresden entwendeten Figuren der beiden Prinzen wurden in Bayern (Moritz) und Schleswig-Holstein (Johann Philipp) gefunden. Seit dem Jahr 2002 ist die Figurengruppe in Freiberg wieder vereint. Weitere Teile des Epitaphs befinden sich an verschiedenen Stellen in Dresden, unter anderem die Inschrifttafel im Landesamt für Denkmalpflege, die Bronzeengel in der Matthäuskirche und das Bronzekruzifix in der Heinrich-Schütz-Kapelle der Kreuzkirche.
Ebenfalls ein Werk Brohns ist nach Meinung Walter Hentschels ein 1647 geschaffener Taufstein aus Serpentin, der sich in der Kirche St. Afra zu Meißen befindet.

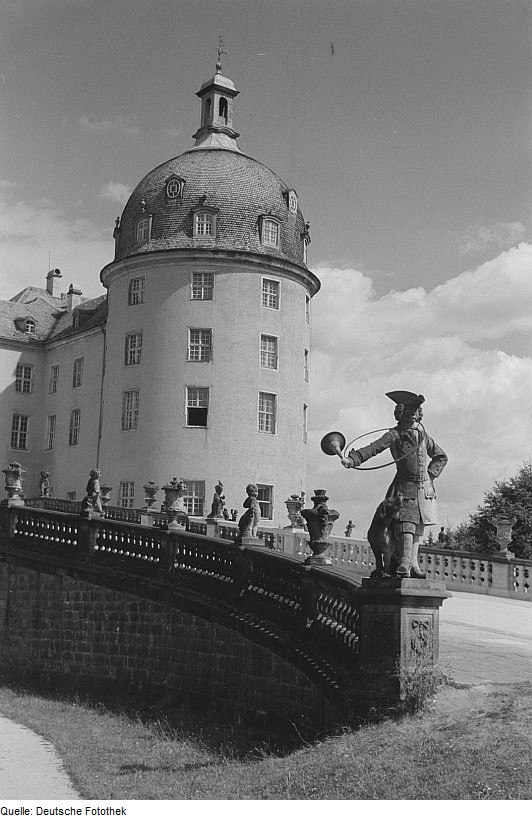
Brohns Piqueurstatue am südwestlichen Ende der Terrassenanlage des Schlosses Moritzburg

Für das als Jagdschloss genutzte Schloss Moritzburg schuf Brohn 1660 die Skulptur eines hornblasenden Jägers mit Hund. Den Auftrag erhielt er von Kurfürst Johann Georg II., wohl als Ersatz für eine im Dreißigjährigen Krieg (1618–1648) zerstörte Statue. Dabei griff Brohn den Typus der Jägergestalten auf, die Conrad Buchau um 1646 für das Jagdschloss Grillenburg schuf. Allerdings variierte Brohn dahingehend, dass seine Jägerstatue detaillierter und in bewegterer Haltung erscheint. Beim Umbau des Schlosses unter August dem Starken erschien die Figur 1693 im Bildwerk schadhaft, sodass einige Arbeiten daran erfolgten, unter anderem die Ergänzung des sächsisch-polnischen Wappens. Der ursprüngliche Standort dieser Statue ist unbekannt, erst später erfolgte ihre Aufstellung an der Südwestecke der Schlossinsel, ergänzt um eine 1732 geschaffene Statue an der Südostecke.